# Pilonul de fier din Delhi

Pilonul de fier de la Delhi.

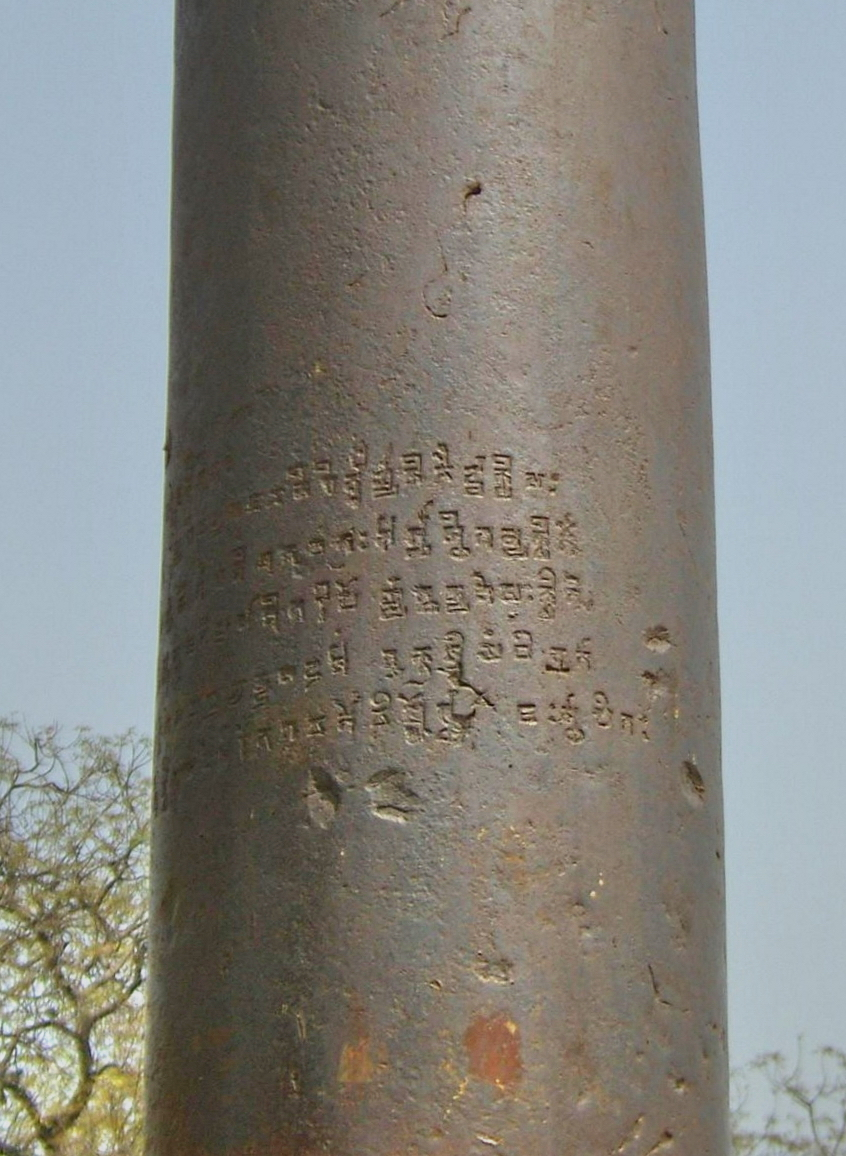
Detaliu cu inscripția de pe pilon.

Pilonul de fier de la Delhi este un stâlp înalt de 7 metri (22 picioare) aflat în complexul Qutb din Delhi (India), celebru pentru compoziția metalelor folosite în construcție.
Pilonul, care cântărește mai mult de șase tone, se spune că a fost ridicat în timpul lui Chandragupta al II-lea Vikramaditya (375–413), deși alte autorități îl datează înainte de anul 912 BCE.